# 남방장수풍뎅이
남방장수풍뎅이 또는 아시아코뿔소장수풍뎅이(Asiatic rhinoceros beetle, 학명: Oryctes rhinoceros)는 딱정벌레목 장수풍뎅이아과에 속하는 곤충의 한 종이다. 코코넛야자와 기름야자의 잎사귀에 심각한 피해를 입혀 야자나무를 죽음으로 몰고 가는 해충이다.

## 특징
남방장수풍뎅이는 몸길이 35~50cm이고 암갈색에서 검정색을 띠는 대형 장수풍뎅이이다. 배면의 색은 약간 광택이 있는 흑색이지만, 젊은 개체는 배측에 붉은 빛을 띠기도 한다. 몸 전체의 외피가 두껍다. 머리에는 수컷과 더 큰 표본에서는 좀 더 크게 발달한 뿔이 달린다. 앞가슴등판은 한 가운데가 크게 함몰되어 있으며 뒷다리에는 두 개의 혹이 있고 앞다리의 종아리마디에는 세 개의 큰 이가 있다.  수컷 성충은 둥글고 윤기가 나며 털이 없는 복부 끝부분으로 암컷과 확실하게 구별할 수 있다. 암컷 성충의 경우 끝이 좀 더 뾰족하고 털로 빽빽하게 덮여 있다.
알은 백색을 띠며 지름 3mm이다. 애벌레는 풍뎅이류에게서 볼 수 있는 전형적인 C 모양의 굼벵이이다.애벌레 단계는 총 3단계이며 각각 머리의 크기인 약 2.5~3mm(1령), 5~6mm(2령), 그리고 10~11mm(3령)로 나눌 수 있다.

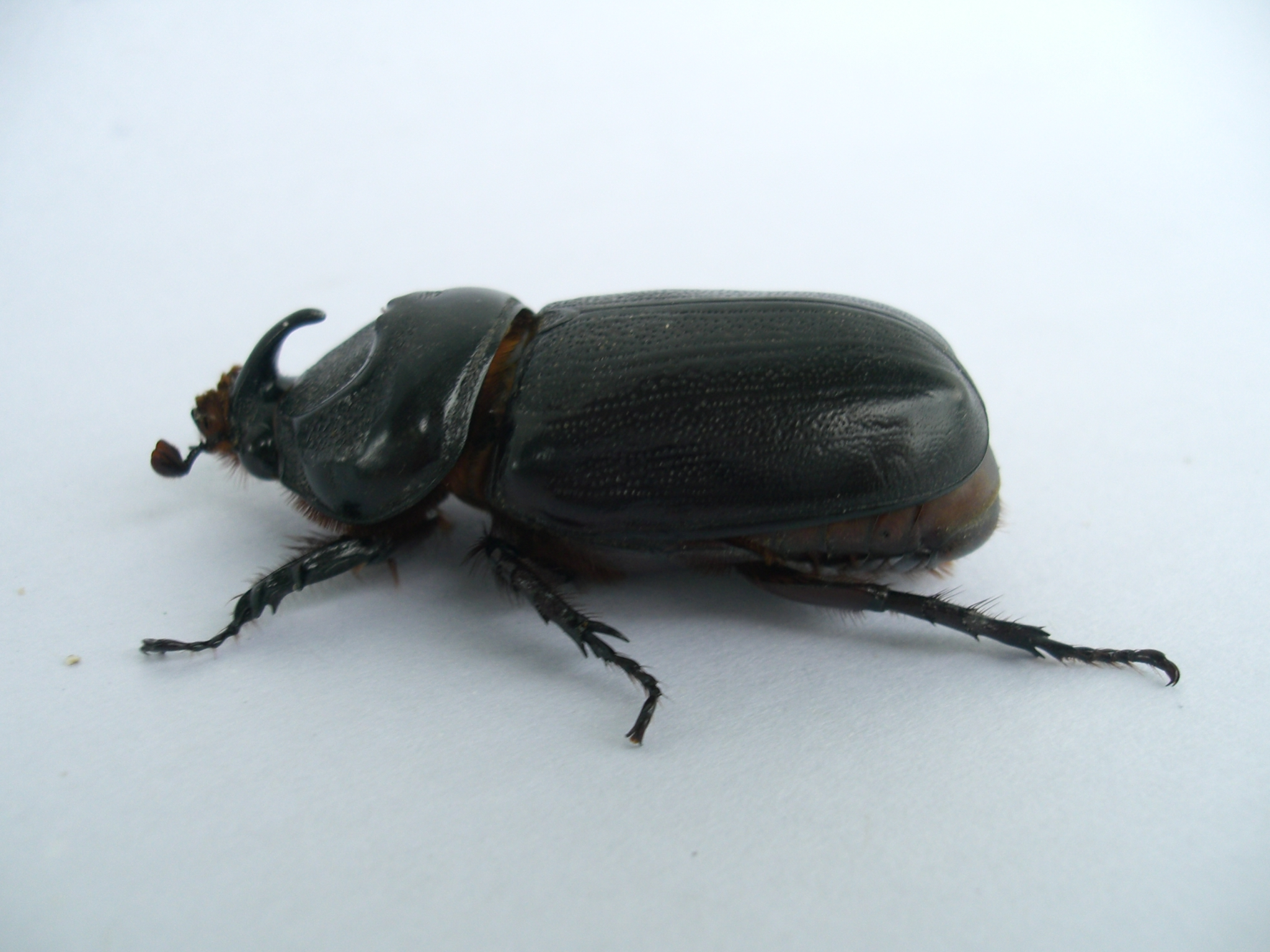
수컷
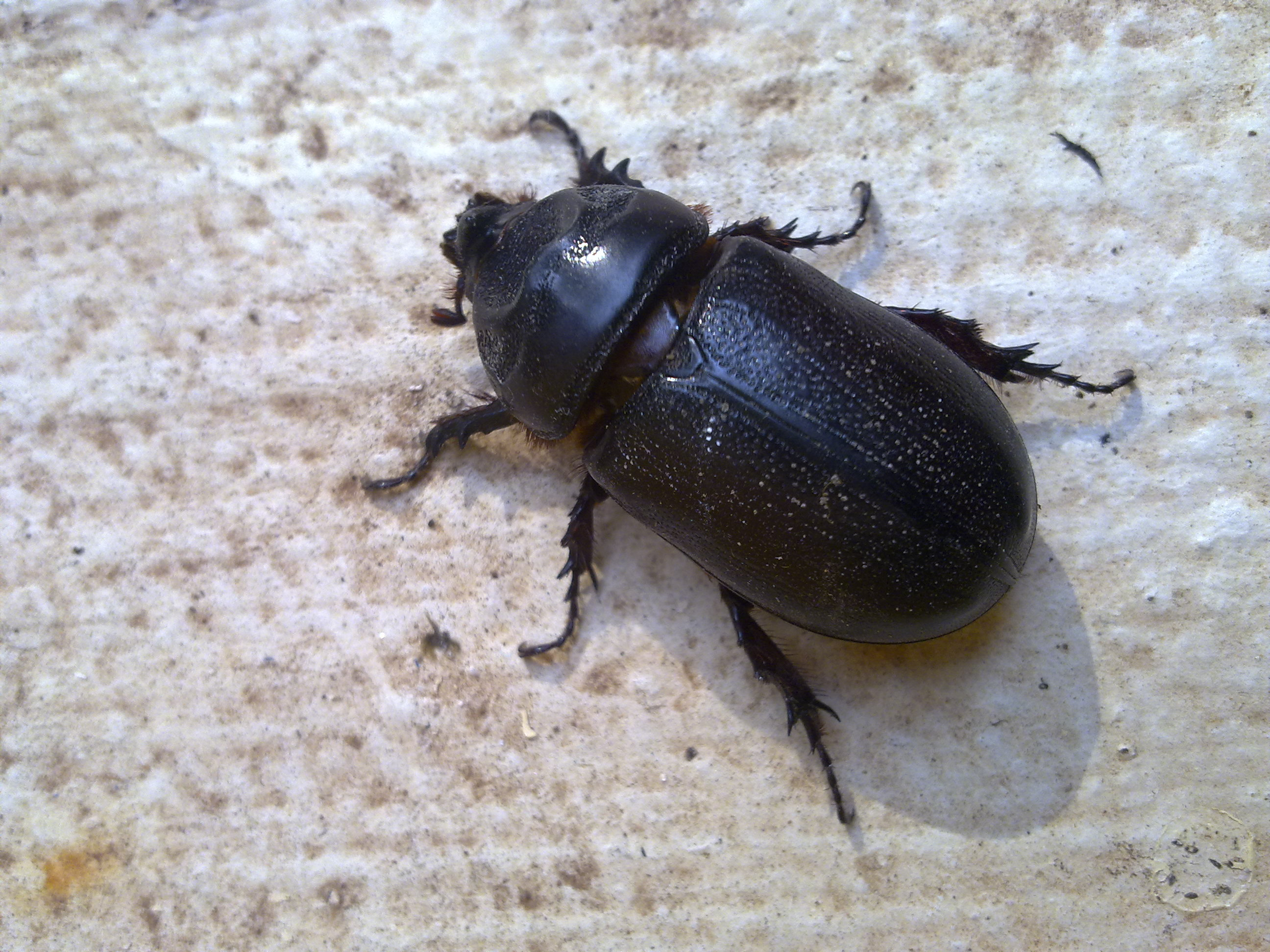
암컷

## 생태 및 생활사

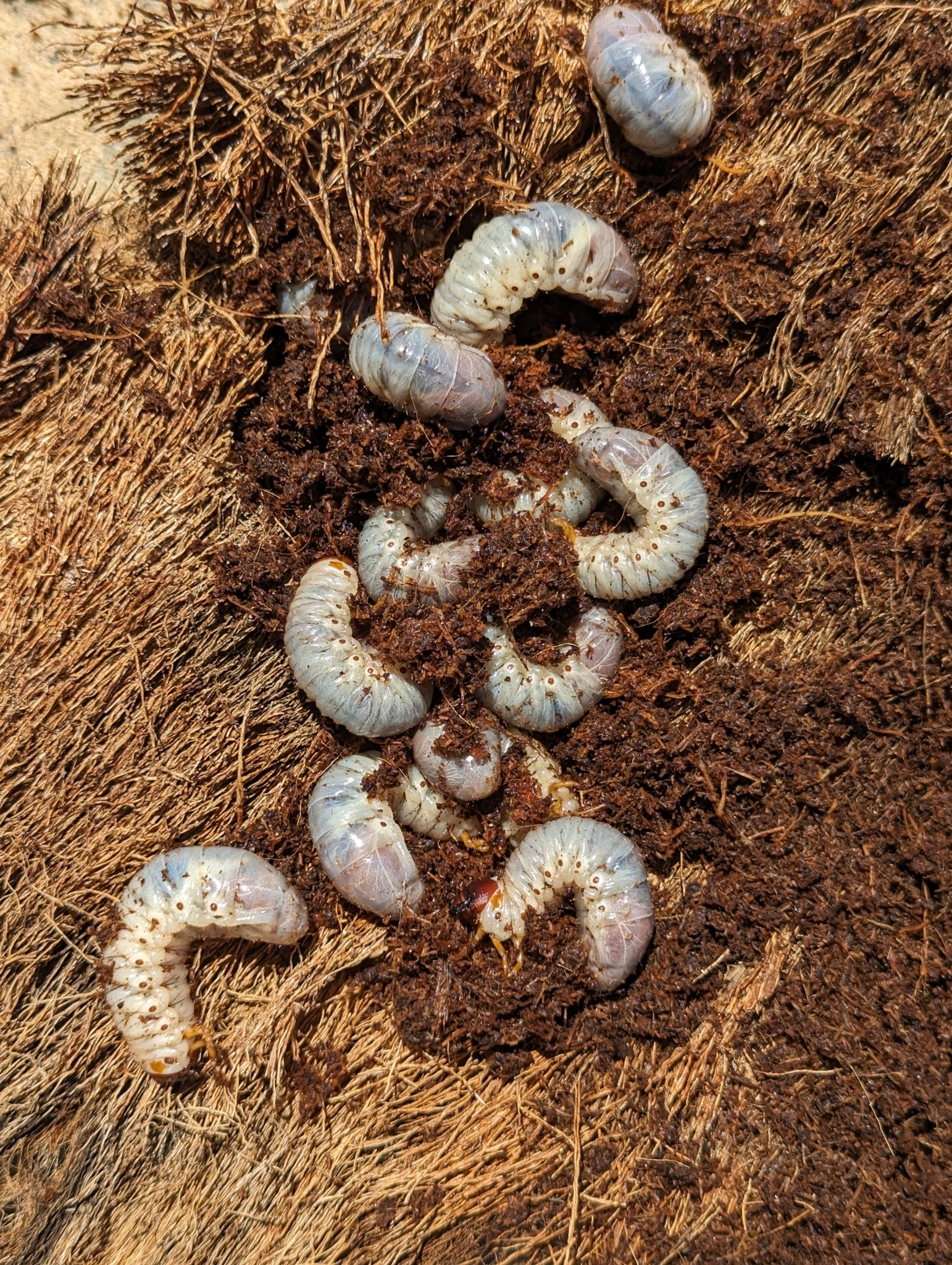
썩어가는 코코넛야자의 줄기 안에 있는 여러 마리의 남방장수풍뎅이 3령 애벌레들

남방장수풍뎅이 성충은 야행성고 밤에만 날며, 불빛에 반응한다. 주요 기주는 코코넛야자이나 경제적으로 중요한 기름야자도 기주로 삼을 수 있다. 때때로 바나나 또는 판다누스와 같은 다양한 다른 작물에 대한 가해도 보고된다.
성충의 대부분이 기름야자나 코코넛야자의 썩어가는 줄기에 종종 산란한다. 이러한 나무줄기는 야자가 나이가 먹어 죽었거나 다시 심기 위해 벌목된 상태일 때 번식에 적합해진다. 고립목은 남방장수풍뎅이가 대부분 선호하는 번식장소이다. 다른 번식장소로는 톱밥 주변의 퇴비 더미이다. 다른 번식지로는 제재소 주변의 톱밥 더미, 정원의 퇴비 더미, 고무나무 그루터기, 그리고 코코아(카카오) 꼬투리 더미 등의 부패성 유기물들이 있다. 번식 기질은 암컷이 이를 받아들이는 데 어느 정도의 부패 단계에 도달해야 할 것이다.
암컷 성충은 보통 번식을 위해 먼저 부패한 코코넛야자의 줄기에 도착하여 나무를 작은 크기로 분해해 산란할 준비를 시작한다. 이는 갓 부화한 1령 애벌레가 먹기에 적합한 크기의 입자가 된다. 수컷 성충은 종종 암컷을 따라 짝짓기를 하고 번식지에 대한 준비를 돕는다. 암컷은 알을 낳아 알 주변에 목재 입자들을 단단히 채워넣는다. 수컷은 종종 줄기 뒤에 남아 목재를 추가적으로 분해한다.

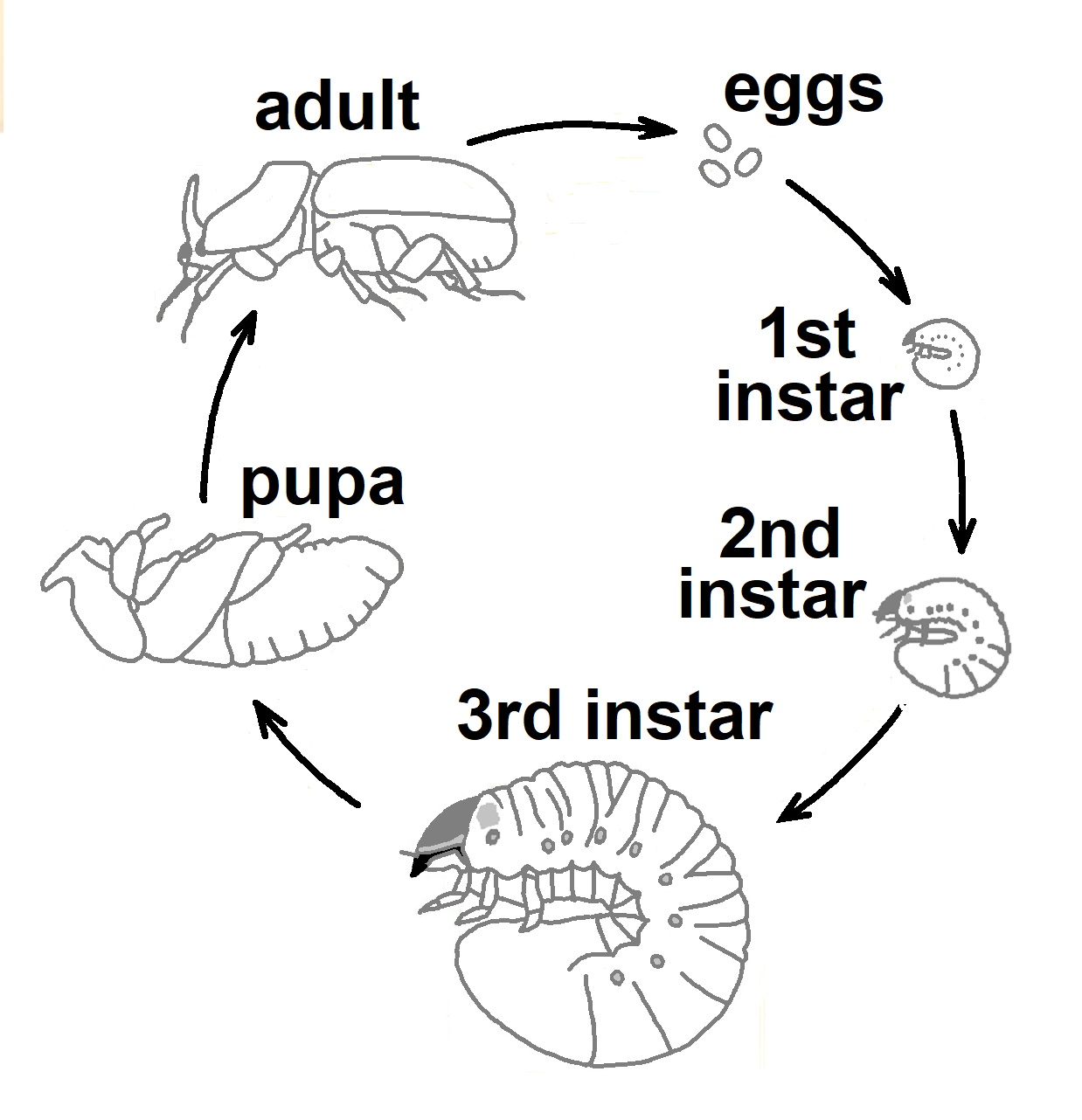
남방장수풍뎅이의 생활환 삽화

알은 유리한 조건하에 산란한 지 1.5~2주 후에 부화한다. 총 세 단계의 애벌레 단계를 거치며 애벌레 단계 기간은 각 영별로 1.5~2주 (1령), 2~3주 (2령),13~17주 (3령)가 걸린다. 유리한 조건에서 평균 알 기간과 세 번의 애벌레 단계를 포함해 총 약 22주 또는 5개월이 걸린다. 그러나, 애벌레의 발달은 저온이나 최적 상태가 아닌 번식 기질 등의 부적절한 조건으로 인해 크게 저해받을 수 있다.
어린 성충이 용화한 지 약 3주 후에 번데기에서 우화한다. 체벽이 단단해지고 비행근과 생식기관이 완전히 발달할 때까지 추가로 3~4주 동안 번식지에 머무른다. 그런 다음 번식지를 떠나 근처의 다른 코코넛야자로 날아가 먹이를 먹고 짝짓기를 한다. 번식은 어린 성충이 번식지에서 나온 지 2~3주가 지나 첫 번째 먹이를 먹은 후(후식)에야 시작한다. 따라서 유리한 조건에서 한 세대의 총 기간은 약 7개월로 늘어난다. 성충은 최대 6개월까지 생존하며, 이 기간 동안 야자수를 식해하고 짝짓기를 하며 여러 번 알을 낳는다. 일생 동안 암컷 한 마리는 최대 150개의 알을 낳을 수 있으며, 암컷 한 마리당 평균 90~100개의 알을 낳을 수 있다.

## 분포
원산지는 인도·몰디브 등의 아시아 열대 지역 대다수와 미얀마·태국·베트남·인도네시아 등의 인도차이나 국가들, 대만과 남중국이다. 사람의 활동을 통해 1909년 실론(스리랑카)에서 고무나무 묘목의 흙에 들어있는 채로 애벌레가 도달한 사모아를 시작으로 태평양의 더 많은 열대 섬에 뜻하지 않게 유입되었다. 사모아에서부터 남방장수풍뎅이가 태평양 내의 다른 여러 지역들로 퍼져나갔다. 분포 범위가 팔라우, 뉴브리튼 등의 인도양의 여러 섬으로 확장되었으며, 가장 최근에는 괌, 하와이(2013년 12월 23일에 발견되었으며 항공 화물에 묻어온 것으로 여겨진다
), 솔로몬 제도, 바누아투로 침입했다.

## 농작물 피해

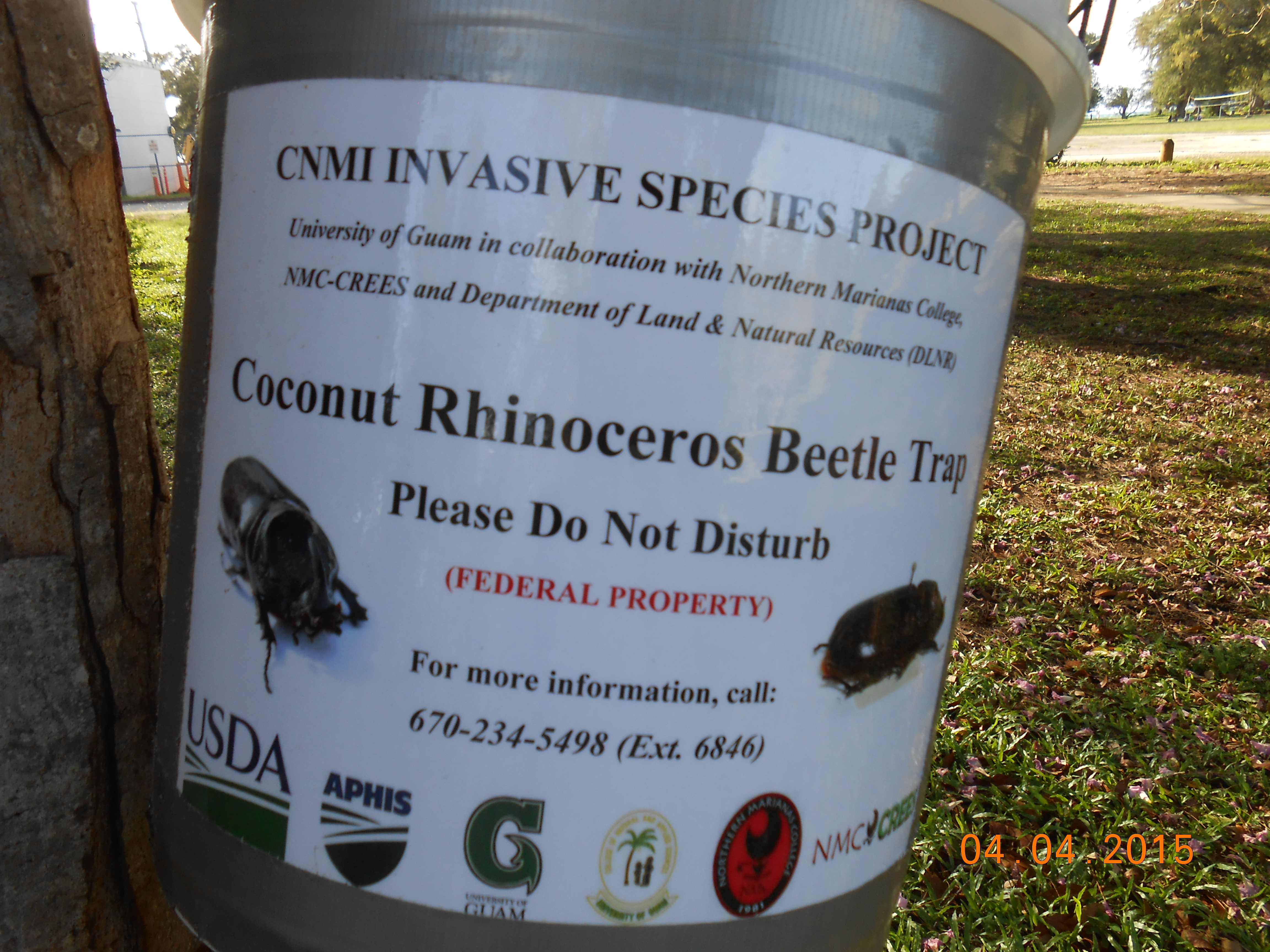
괌의 남방장수풍뎅이 포획 트랩.

남방장수풍뎅이는 야자나 파인애플, 사탕수수, 코코야자 등 농작물에 피해를 주는 해충으로 유명하다. 남방장수풍뎅이는 천갱 능력이 뛰어나 열대성 농작물의 경정부에 터널을 파서 섭식 활동을 시작한다. 남방장수풍뎅이가 해당 작물의를 관통하여 섭식 활동을 하는 시점부터 그 작물은 고사한다. 남방장수풍뎅이의 피해를 막기 위해서 농작물 방제, 피복작물 그리고 페로몬 등을 이용하며 풍뎅이류에 기생하는 병원성 균류(Metarhizium majus)로 죽이기도 한다.

## 같이 보기
- 유럽남방장수풍뎅이